# Ichirō Hosotani
Ichirō Hosotani (細谷一郎?, Hosotani Ichirō; Hyogo, 21 gennaio 1946) è un ex calciatore giapponese.

## Carriera

### Club
Si formò calcisticamente nel club dell'Università di Waseda, dove ebbe modo di vincere l'edizione 1966 della Coppa dell'Imperatore. Nel 1968 fu assunto alla Mitsubishi Heavy Industries dove ricoprì il ruolo di attaccante nel club calcistico del circolo sportivo.

### Nazionale
Conta quattro presenze ed una rete in nazionale maggiore, tutte disputate nel 1978, anno in cui terminò la propria carriera.

## Statistiche

### Presenze e reti nei club
| Stagione | Squadra                            | Campionato | Campionato | Campionato |
| Stagione | Squadra                            | Comp       | Pres       | Reti       |
| -------- | ---------------------------------- | ---------- | ---------- | ---------- |
| 1969     | Mitsubishi HI                      | JSL        | 14         | 6          |
| 1970     | Mitsubishi HI                      | JSL        | 12         | 6          |
| 1971     | Mitsubishi HI                      | JSL        | 14         | 10         |
| 1972     | Mitsubishi HI                      | JSL1       | 14         | 6          |
| 1973     | Mitsubishi HI                      | JSL1       | 14         | 4          |
| 1974     | Mitsubishi HI                      | JSL1       | 15         | 5          |
| 1975     | Mitsubishi HI                      | JSL1       | 18         | 8          |
| 1976     | Mitsubishi HI                      | JSL1       | 16         | 7          |
| 1977     | Mitsubishi HI                      | JSL1       | 8          | 1          |
| 1978     | Mitsubishi HI                      | JSL1       | 15         | 5          |
|          | Totale Mitsubishi Heavy Industries |            | 140        | 58         |

## Palmarès

### Club
- Japan Soccer League: 3

Mitsubishi Heavy Industries: 1969, 1973, 1978
- Japan Soccer League Cup: 1

Mitsubishi Heavy Industries: 1978
- Coppa dell'Imperatore: 4

Waseda University: 1966
Mitsubishi Heavy Industries: 1971, 1973, 1978